# Limnoperdaceae
Limnoperdaceae G.A. Escobar – rodzina grzybów znajdująca się w rzędzie pieczarkowców (Agaricales).

## Systematyka
Pozycja w klasyfikacji według Index Fungorum: Agaricales, Agaricomycetidae, Agaricomycetes, Agaricomycotina, Basidiomycota, Fungi.
Jest to takson monotypowy zawierający jeden tylko rodzaj z jednym gatunkiem:
- rodzina Limnoperdaceae G.A. Escobar
  - rodzaj Limnoperdon G.A. Escobar 1976
    - gatunek Limnoperdon incarnatum G.A. Escobar 1976

Nazwy naukowe wg Dictionary of the Fungi